# Kosivský rajón
Kosivský rajón (ukrajinsky Косівський район) je rajón v Ivanofrankivské oblasti na Ukrajině. Hlavním městem je Kosiv a rajón má přibližně 87 tisíc obyvatel. 